# Vladyslav Tretiak
Vladyslav Vasylovych Tretiak –en ucraniano, Владислав Васильович Третяк– (Kiev, 21 de febrero de 1980) es un deportista ucraniano que compitió en esgrima, especialista en la modalidad de sable.
Participó en los Juegos Olímpicos de Atenas 2004, obteniendo una medalla de bronce en la prueba Individual y el sexto lugar en la prueba por equipos.
Ganó dos medallas en el Campeonato Mundial de Esgrima, plata en 2006 y bronce en 2003, y una medalla de bronce en el Campeonato Europeo de Esgrima de 2004.

## Palmarés internacional
| Juegos Olímpicos   | Juegos Olímpicos       | Juegos Olímpicos  | Juegos Olímpicos  |
| Año                | Lugar                  | Medalla           | Prueba            |
| ------------------ | ---------------------- | ----------------- | ----------------- |
| 2004               | Atenas (Grecia)        | Medalla de bronce | Sable individual  |
| Campeonato Mundial |                        |                   |                   |
| Año                | Lugar                  | Medalla           | Prueba            |
| 2003               | La Habana (Cuba)       | Medalla de bronce | Sable por equipos |
| 2006               | Turín (Italia)         | Medalla de plata  | Sable por equipos |
| Campeonato Europeo |                        |                   |                   |
| Año                | Lugar                  | Medalla           | Prueba            |
| 2004               | Copenhague (Dinamarca) | Medalla de bronce | Sable por equipos |